# Arturo Hevia
Luis Arturo Hevia Salazar (Santiago de Chile, 3 de marzo de 1952) es un escultor y académico de arte chileno.

## Formación
Licenciado en Arte con mención en Escultura de la Pontificia Universidad Católica de Chile en 1976. Maitrise d’Arts Plastiques por la Universidad de París 1 Panthéon-Sorbonne en 1994.

## Carrera
Profesor de la Escuela de Arte, de la Pontificia Universidad Católica de Chile desde 1975, donde ha realizado cursos de Dibujo, Composición, Plástica, Escultura en Piedra, Metal, Plásticos, Figura Humana y Cerámica y Modelado, ejecutando además varios Proyectos de Investigación en el área de la cerámica que condujeron a la publicación del libro “El arte de la Tierra y el Fuego” en el año 2003.
Desde 1985 se desempeña como Directivo Académico de la Escuela de Arte, correspondiéndole organizar la Especialidad de Escultura, dirigir el Programa de Cursos de Educación Continua, así como numerosas Bienales Nacionales e Internacionales, como también exposiciones y coloquios, desempeñándose actualmente como Jefe de Extensión.
Se ha desempeñado como Perito Judicial en temas relacionados con diseño industrial.

## Obra y concursos obtenidos
Ha realizado más de 60 obras escultóricas por encargo de instituciones públicas y privadas, nacionales e internacionales, así como también restauración de obras escultóricas.
Ha obtenido premios y distinciones en las numerosas exposiciones y concursos en los que ha participado, obteniendo primeros premios en:
| Año  | Obra                                                                                 | Localización                                                      | Descripción             | Organizador                                                                       |
| ---- | ------------------------------------------------------------------------------------ | ----------------------------------------------------------------- | ----------------------- | --------------------------------------------------------------------------------- |
| 1989 | Concurso Monumento al Bombero Magallánico                                            | XII Región                                                        | Bronce. 2.5 m.          | Municipalidad de Punta Arenas                                                     |
| 1994 | Concurso Monumento en memoria al ex - Presidente Eduardo Frei Montalva               | Intendencia de Santiago. Plaza de la Constitución                 | Bronce y piedra. 6,5 m. | Fundación Eduardo Frei Montalva                                                   |
| 1995 | Concurso Obra de Arte Edificio Ministerio de Obras Públicas de Coyhaique             | XI Región                                                         | Acero y cerámica. 4 m.  | Comisión Nemesio Antúnez, Dirección de Arquitectura, Ministerio de Obras Públicas |
| 1996 | Concurso de Escultura Edificio Polideportivo del Estadio Nacional                    | Estadio Nacional                                                  | Acero. 5 m.             | Comisión Nemesio Antúnez, Dirección de Arquitectura, Ministerio de Obras Públicas |
| 1998 | Concurso Monumento en memoria del ex – Presidente Salvador Allende                   | Plaza de la Constitución                                          | Bronce y piedra. 6,5 m. | Fundación Salvador Allende                                                        |
| 1999 | Seleccionado para realizar el “Vía Crucis” del Templo del Sagrado Corazón            | Campus San Joaquín de la Pontificia Universidad Católica de Chile | Gres cerámico. 11.5 m.  | Pontificia Universidad Católica de Chile                                          |
| 2000 | Seleccionado para realizar el Cristo Calado del Cerro Primo de Rivera                | Cerro Primo de Rivera                                             | Acero. 16 m.            | Municipalidad de Maipú                                                            |
| 2002 | Seleccionado para realizar el monumento en memoria del Almirante José Toribio Merino | Museo Naval de Valparaíso                                         | Bronce y piedra. 3 m.   | Corporación de Protección y Desarrollo del Patrimonio Histórico Naval y Marítimo  |